# Pressoir du château de Magny-le-Freule
Le Pressoir du château de Magny-le-Freule  aussi dénommé grange-pressoir du château de Magny-le-Freule est une installation  de production de cidre datée du XVIIe siècle située sur le territoire de l'ancienne commune de Magny-le-Freule, dans le département du Calvados, région Normandie.

## Localisation
Il est situé dans la commune nouvelle de Mézidon Vallée d'Auge en particulier la commune déléguée de Magny-le-Freule, lieu-dit le Château.

## Histoire
L'équipement appartient au château de Magny-le-Freule, daté des XIVe et XIXe siècles. Le pressoir a été daté pour sa part de la première moitié du  XVIIe et du XVIIIe siècle. La pile a été datée de la fin du XVIe ou du début du XVIIe.
Il a cessé de fonctionner à la fin des années 1950.
L'installation a été inscrite aux monuments historiques par un arrêté du 26 août 1986 .

## Architecture

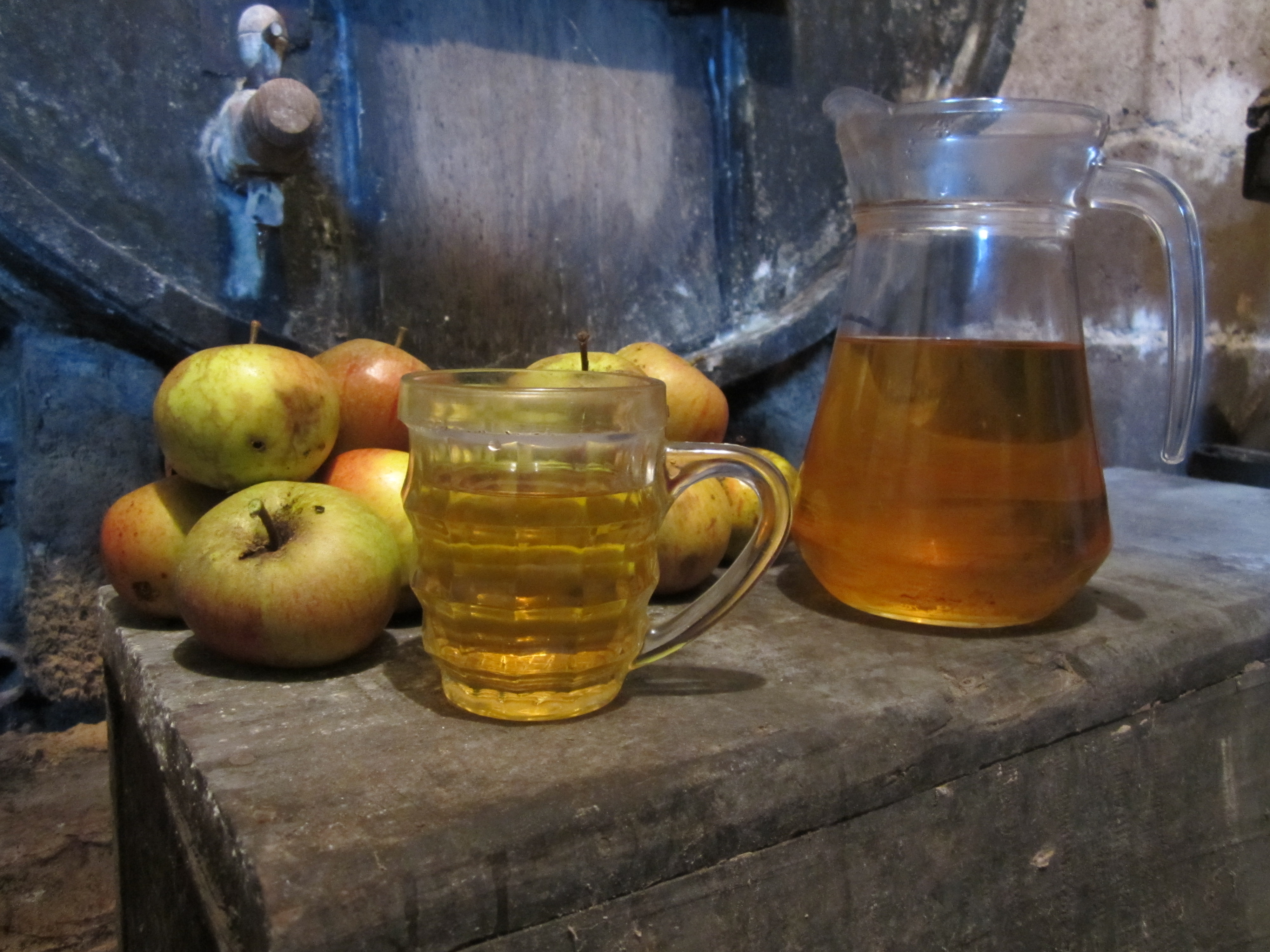
Carafe de cidre brut devant un tonneau dans une cave de la Manche, Normandie (image d'illustration)

Le pressoir est en bois et en granit.
Le pressoir comprend une cuve et une roue, et un système de vis est situé à proximité.
La pile qui servait à piler les pommes possède une roue actionnée par un cheval et une cuve.